# جرج گانه
جرج گانه (انگلیسی: George Gane؛ زادهٔ) بازیکن فوتبال اهل بریتانیا است.
از باشگاه‌هایی که در آن بازی کرده‌است می‌توان به باشگاه فوتبال وورکینگتون ای. اف. سی و باشگاه فوتبال برادفورد سیتی اشاره کرد.